# Guadiana
De Guadiana (Rio Guadiana) is de op drie na grootste rivier van het Iberisch Schiereiland, na de Taag, de Douro en de Ebro.
Ze ontspringt in het oosten van de autonome regio Castilië-La Mancha in Spanje en mondt uit op de grens van de autonome regio
Andalusië en het Portugese Algarve bij Vila Real de Santo António in de Atlantische Oceaan. Ze is 744 km lang en vormt een deel van de grens tussen Spanje en Portugal. Onderweg bevloeit ze de Spaanse steden Mérida en Badajoz.
De Guadiana is voor de scheepvaart bevaarbaar vanaf Mértola in Portugal. De rivier wordt gevoed door een groot aantal kleine riviertjes die in de zomer veelal droogstaan, wat te maken heeft met het gebrek aan regen in dit gebied en de grote hitte die er in de zomer heerst.
Het kan hier immers zeer warm worden in de zomer (in Amareleja in Portugal noteerde men in 2003 meer dan 40 °C gedurende 17 opeenvolgende dagen, met een absoluut maximum van 48,5 °C begin augustus). Samen met het dal van de Guadalquivir is het zelfs het heetste gebied van Europa. Ondanks de droogte is het ook een van de meest ongerepte en rijkste delen van het Iberisch Schiereiland en is er van Badajoz tot aan de monding bij Vila Real de Santo António en Ayamonte sprake van een vrijwel aaneengesloten en uniek natuurgebied.
De droogte heeft echter ook geleid tot de bouw van diverse stuwdammen ten behoeve van irrigatie, die de natuur (voornamelijk vrij zeldzame vogels) niet ten goede komt. Ondanks protesten van natuurliefhebbers en verenigingen gaat de bouw van stuwdammen door, wat bewezen wordt door de afwerking van de enorme Alquevadam in Portugal nabij Moura begin 2002. Deze dam vormt het grootste stuwmeer van Europa (250 km²).

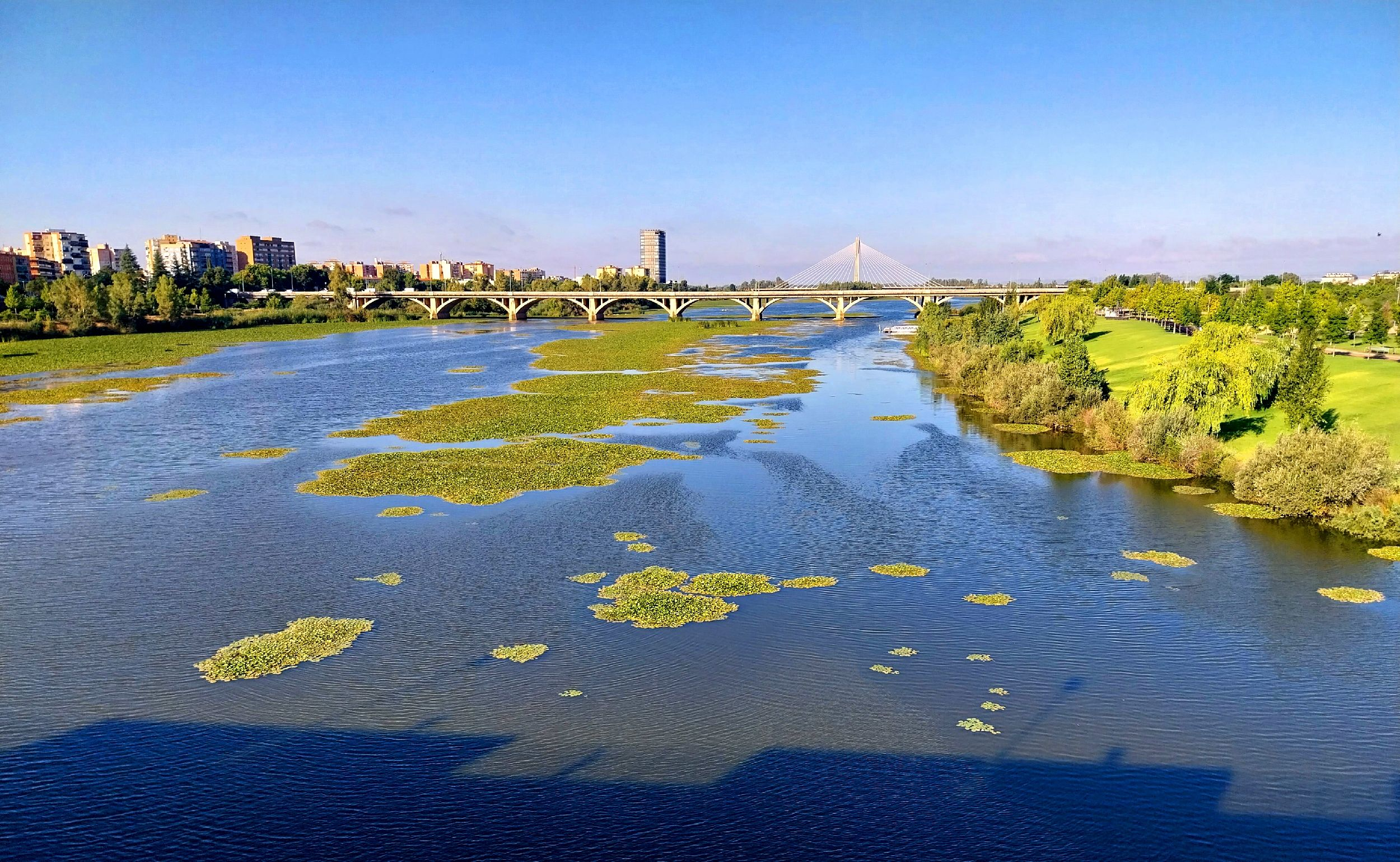
De Guadiana bij Badajoz (Spanje)
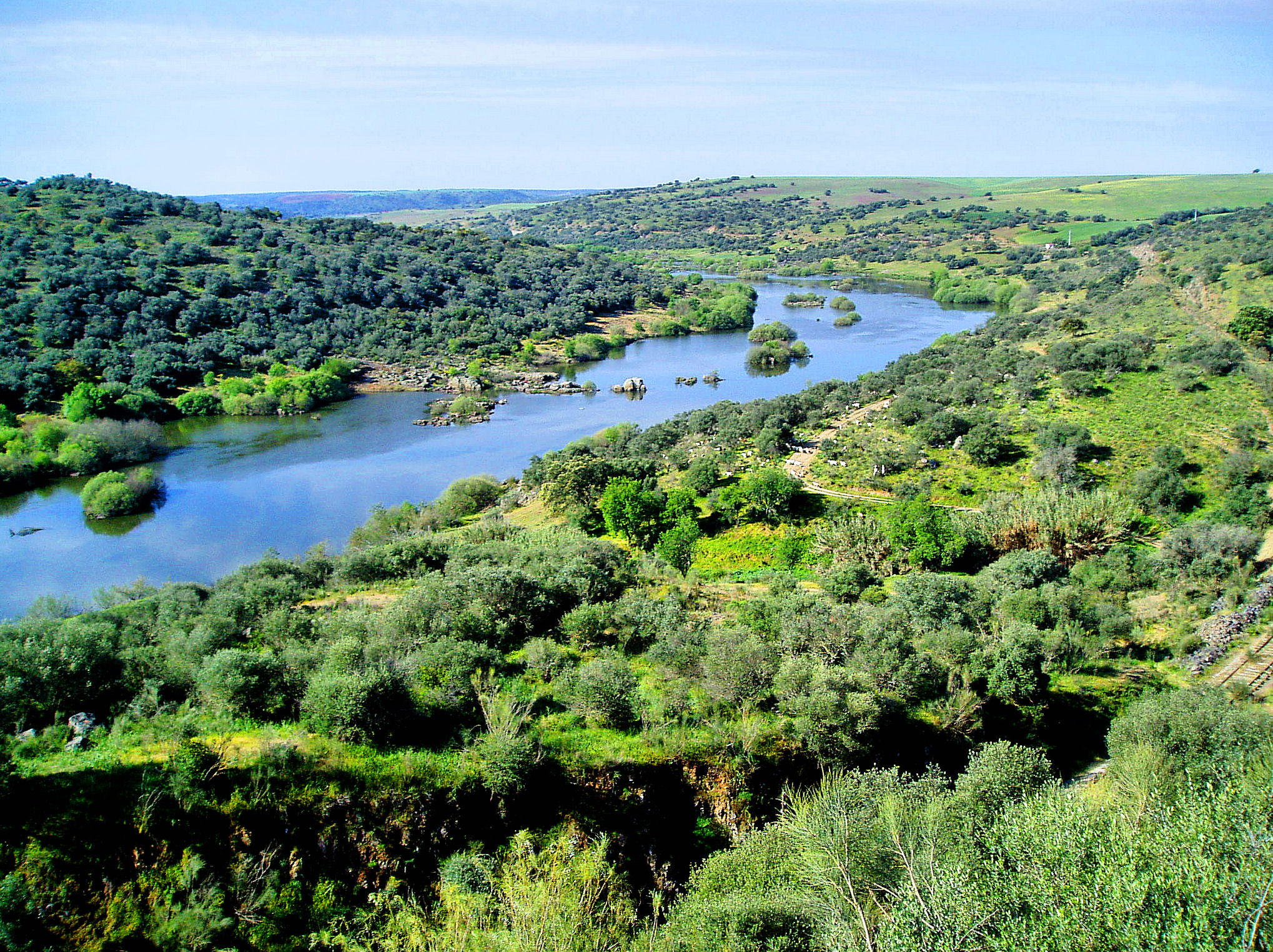
De Guadiana bij Serpa (Portugal); de oevers zijn beschermd natuurgebied
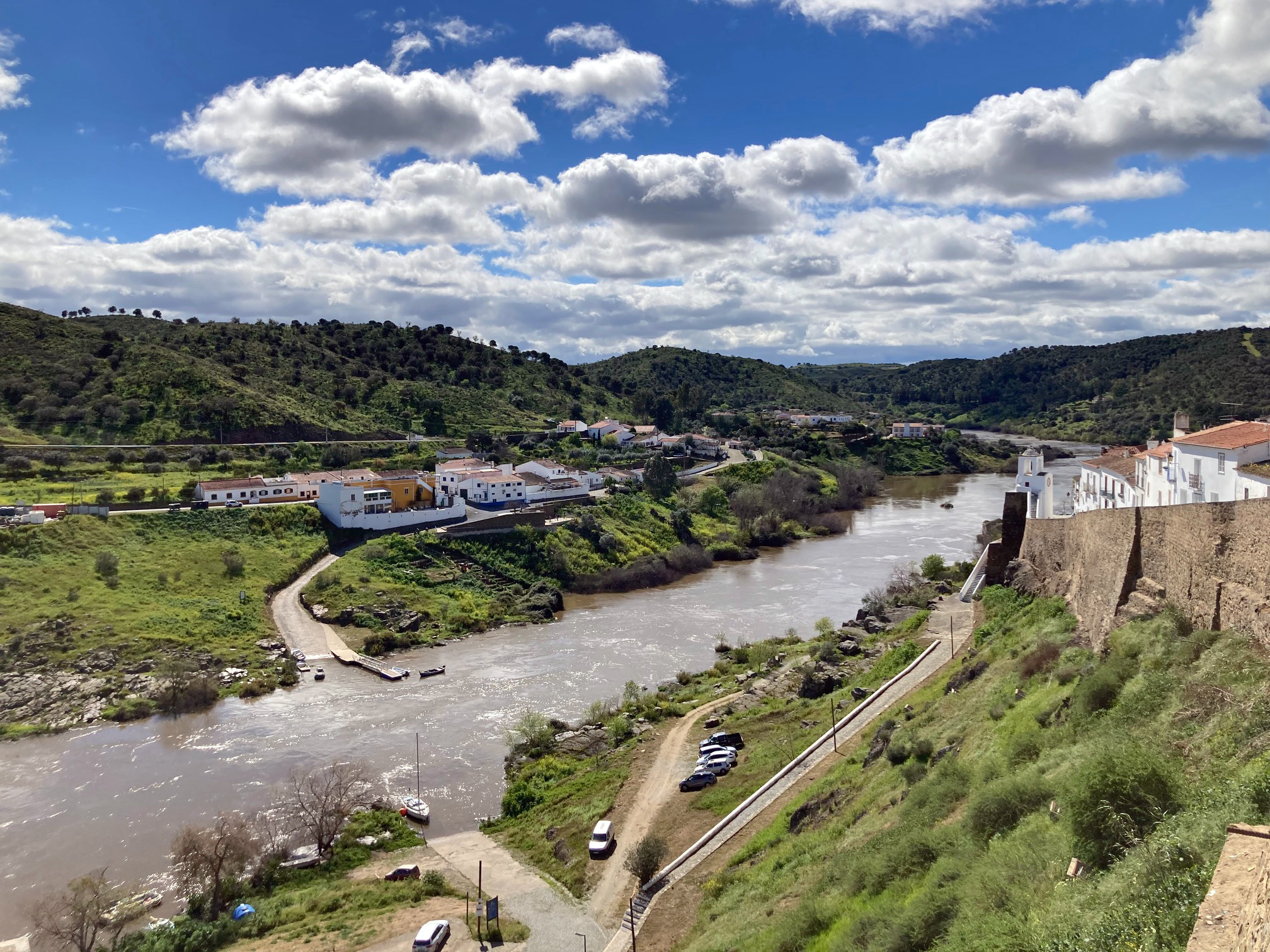
De Guadiana bij Mértola (Portugal)
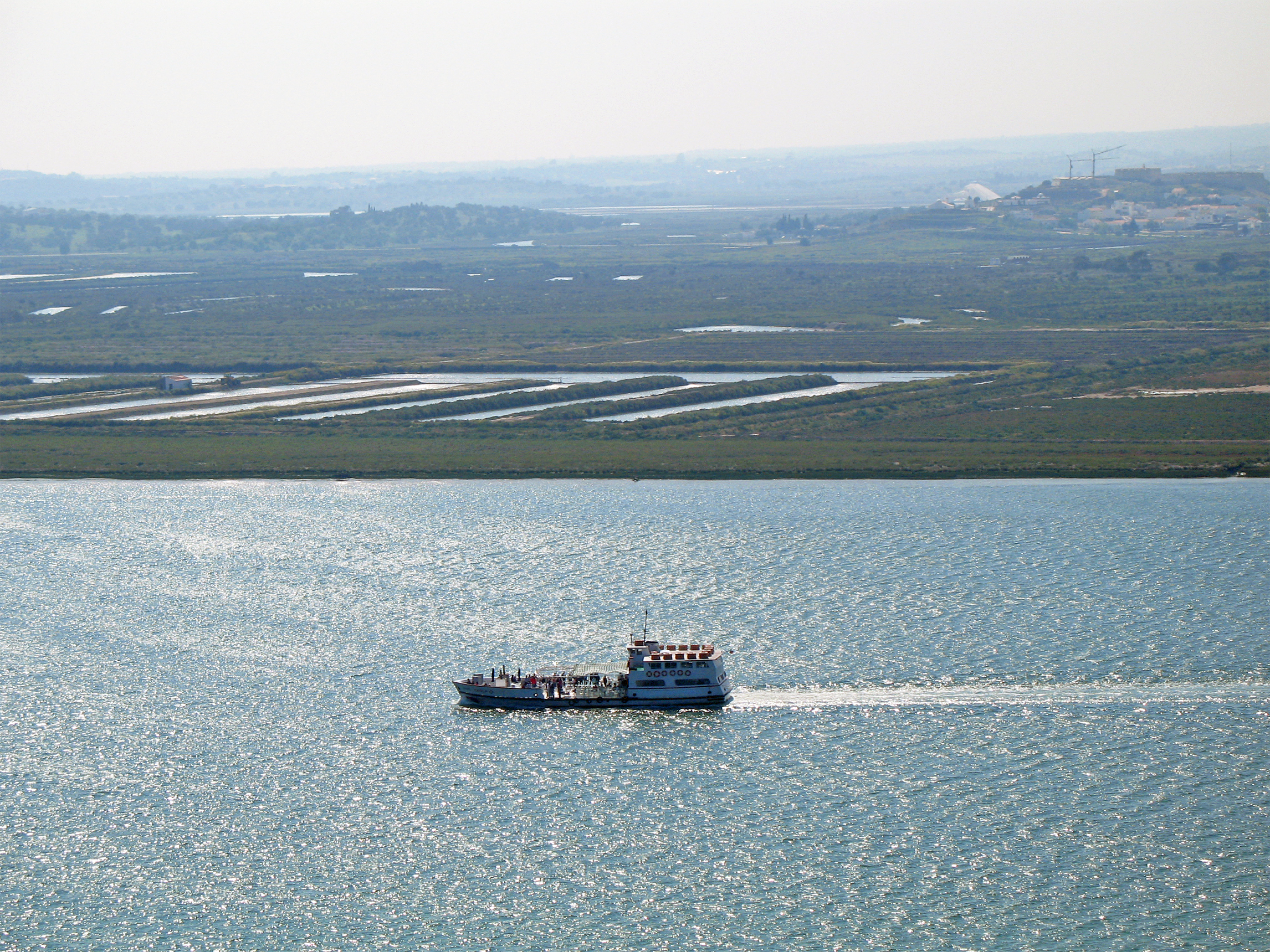
De Guadiana als grensrivier bij Ayamonte (Spanje), met uitzicht op de Portugese oever
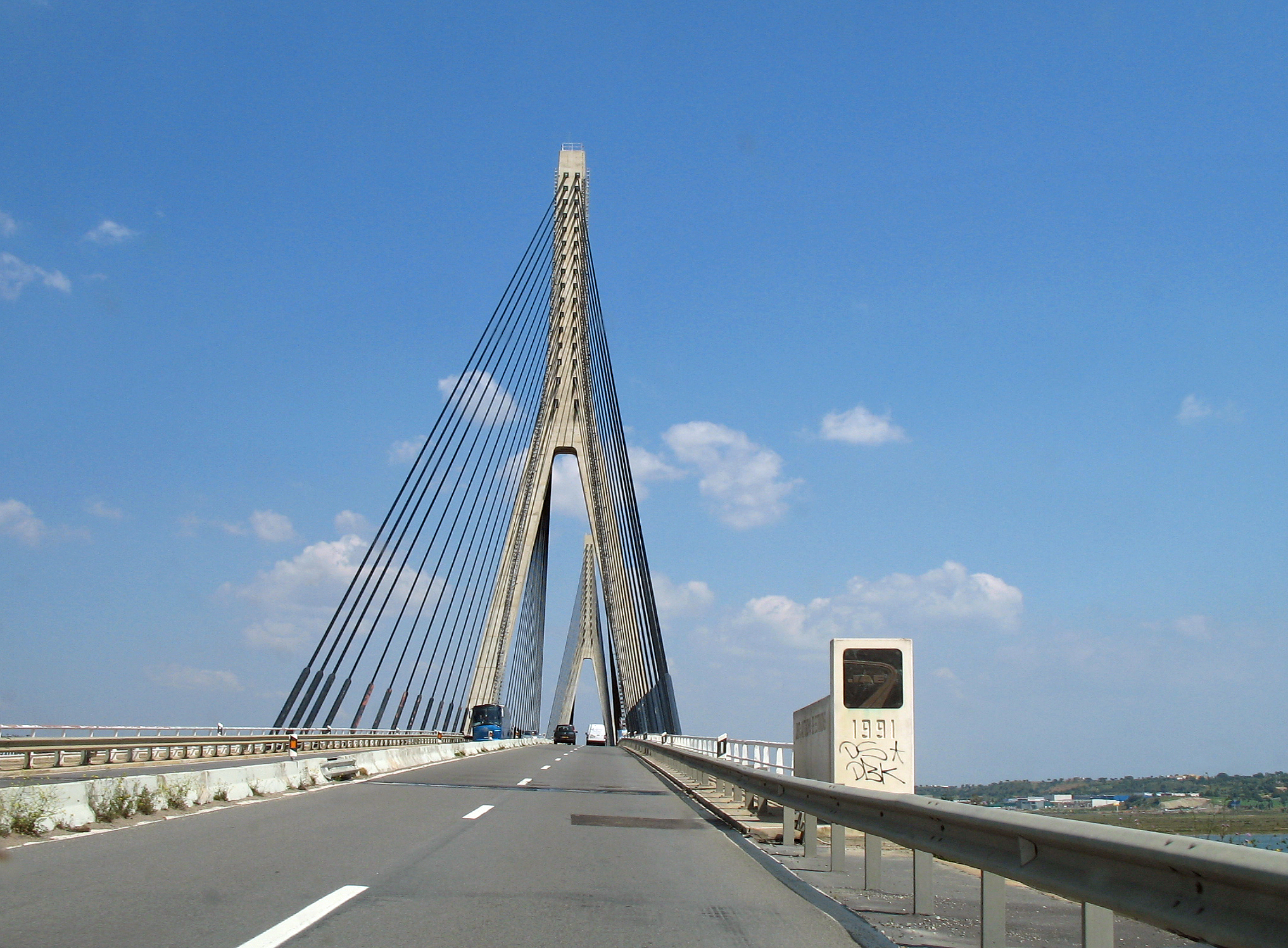
De internationale brug Spanje-Portugal over de Guadiana in de buurt van Ayamonte
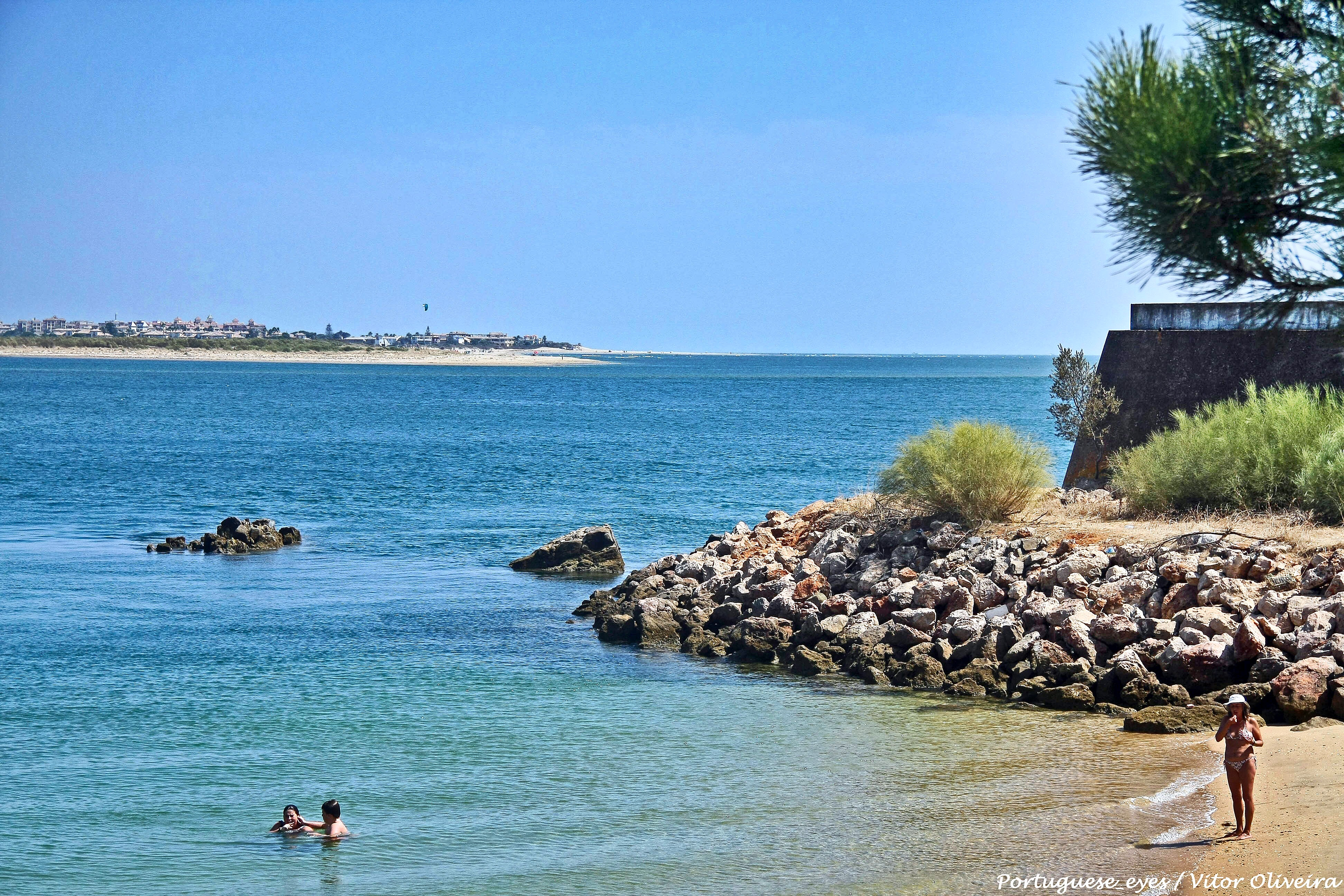
Monding van de Guadiana bij Vila Real de Santo António (Portugal)

- Biblioteca Nacional de España: XX451768
- Gemeinsame Normdatei: 4094187-5
- Nationale Bibliotheek van Israël: 987007543307605171
- Virtual International Authority File: 316734536